# وانادیل استیل‌استونات
وانادیل استیل‌استونات (به انگلیسی: Vanadyl acetylacetonate) با فرمول شیمیایی C۱۰H۱۴O۵V یک ترکیب شیمیایی با شناسه پاب‌کم ۱۶۲۱۷۰۹۲ است. که جرم مولی آن ۲۶۵٫۱۵۷ g/mol می‌باشد. شکل ظاهری این ترکیب، سیز و آبی است.